# روبرت ديفيد فولتون
روبرت ديفيد فولتون (بالإنجليزية: Robert D. Fulton)‏ هو سياسي أمريكي، ولد في 13 مايو 1929 في واترلو في الولايات المتحدة. حزبياً، نشط في الحزب الديمقراطي.

## مناصب
- انتخب حاكم أيوا [الإنجليزية]‏ (1969 – 16 يناير 1969).
- انتخب عضو مجلس ولاية آيوا.
- انتخب عضو مجلس نواب ولاية ايوا.
- انتخب نائب حاكم أيوا [الإنجليزية]‏.